# Pobîci, Ovruci
Pobîci (în ucraineană Побичі) este un sat în comuna Horodeț din raionul Ovruci, regiunea Jîtomîr, Ucraina.

## Demografie
Componența lingvistică a localității Pobîci
     Ucraineană (100%)
Conform recensământului din 2001, toată populația localității Pobîci era vorbitoare de ucraineană (100%).